# 경인공업지대
경인공업지대(京仁工業地帶)는 서울특별시와 인천광역시를 중심으로 한 안양·수원·부천·성남·의정부 등지에 걸친 대한민국의 최대 공업지대이다.
현재와 같은 비약적인 발전을 가져온 것은 1961년 제1차 경제개발 5개년 계획이 실시된 이후의 일이다. 1970년대 이후에는 주요 공업지구는 서울을 중심으로 부천·부평·인천 임해지구, 시흥·안양·수원지구, 서울·의정부지구, 서울·성남지구 등으로 확대되었다.
이에 따라 구로동 수출공업단지와 같이 공업단지로 지정 개발되는 곳도 있다. 그러나 수도권 팽창에 따른 지가의 상승과 공업의 집적(集積)으로 인한 공해 문제가 심각하게 대두되어 공해 공장을 우선적으로 지방에 분산(分散)시키는 방안을 추진하고 있다.
한편 수원시와 인천광역시 사이에 안산스마트허브와 시흥스마트허브가 조성되어 공업도시로 급성장하고 있다.